# 本杰明·威廉斯·克劳宁希尔德
本杰明·威廉斯·克劳宁希尔德（Benjamin Williams Crowninshield，1772年12月27日—1851年2月3日），美国政治家，曾任美国海军部长（1815年－1818年）和美国众议员（1823年－1831年）。
| 前任： 威廉·琼斯 | 美国海军部长 1815年－1818年 | 繼任： 史密斯·汤普森 |